# هری الرونتا
هری الرونتا (انگلیسی: Harri Eloranta؛ زادهٔ ۴ دسامبر ۱۹۶۳) ورزشکار دوگانه، و سیاستمدار اهل فنلاند است.